# Vojtěch Růžička
Vojtěch Růžička (* 2. Januar 1986 in Liberec) ist ein professioneller tschechischer Pokerspieler.

## Persönliches
Růžička studierte Mathematik an der Technischen Universität in Liberec. Er lebt in Prag.

## Pokerkarriere
Růžička spielt online unter dem Nickname Vojta_R. Ende September 2011 verpasste er nur knapp den Gewinn des Main Events der World Championship of Online Poker und belegte den zweiten Platz für ein Preisgeld in Höhe von 710.000 US-Dollar.
Seine erste Geldplatzierung bei einem Live-Turnier erzielte Růžička im Oktober 2010 in Prag. Im Februar 2011 landete er zum ersten Mal beim Main Event der European Poker Tour (EPT) im Geld und belegte in Kopenhagen den mit umgerechnet rund 10.000 US-Dollar dotierten 48. Platz. Anfang Juli 2011 war er erstmals bei der World Series of Poker (WSOP) im Rio All-Suite Hotel and Casino am Las Vegas Strip erfolgreich und kam bei einem Turnier in der Variante No Limit Hold’em auf den 133. Platz. Mitte Februar 2012 gewann Růžička das Main Event der German Championship of Poker im King’s Casino in Rozvadov mit einer Siegprämie von 122.500 Euro. Anfang Februar 2013 sicherte er sich im Rahmen der EPT im französischen Deauville den Sieg beim High-Roller-Turnier mit einem Preisgeld von 313.000 Euro. Bei der WSOP 2016 kam Růžička insgesamt viermal ins Geld. Beim Main Event erreichte er als zweiter Tscheche überhaupt nach Martin Staszko im Jahr 2011 den Finaltisch, der ab 30. Oktober 2016 gespielt wurde. Dort belegte Růžička den fünften Platz und erhielt ein Preisgeld von knapp 2 Millionen US-Dollar. Mitte April 2017 gewann er das Millions High Roller der partypoker Millions in Nottingham mit einer Siegprämie von umgerechnet mehr als 350.000 US-Dollar.
Insgesamt hat sich Růžička mit Poker bei Live-Turnieren mehr als 4 Millionen Dollar erspielt.